# Carolyn B. Maloney
Carolyn Jane Bosher, vedova Maloney (Greensboro, 19 febbraio 1946), è una politica statunitense, membro della Camera dei Rappresentanti per lo stato di New York dal 1993 al 2023.

## Biografia
Nata e cresciuta nella Carolina del Nord, dopo gli studi la Maloney visitò la città di New York e ne rimase molto affascinata, a tal punto da trasferirvici. Nel 1980 intraprese l'attività politica, venendo eletta nelle file del consiglio comunale di New York. Durante i dieci anni di permanenza al consiglio, la Maloney si impegnò nel riconoscimento delle coppie di fatto, anche omosessuali. Inoltre fu la prima consigliera della città a partorire durante l'incarico.
Nel 1992 si candidò alla Camera dei Rappresentanti e sorprendentemente sconfisse il repubblicano Bill Green, in carica da quindici anni. Divenne la prima donna a rappresentare il 12° distretto congressuale dello Stato di New York e fu sempre rieletta negli anni successivi.
Nel 2008 si rivolse ad un'agenzia di pubbliche relazioni per farsi sostenere nel suo tentativo di farsi nominare dal Governatore David Paterson come sostituta di Hillary Clinton al Senato. Paterson alla fine nominò Kirsten Gillibrand e la Maloney pensò di candidarsi contro di lei nelle primarie successive. Nel 2010 tuttavia la Maloney decise di non concorrere contro la Gillibrand e invece cercò ed ottenne la rielezione alla Camera.
Carolyn Maloney è giudicata una progressista e infatti è membro del Congressional Progressive Caucus.
Dopo gli attentati dell'11 settembre 2001, la Maloney fu molto attiva nel recupero della città di New York e si assicurò che l'amministrazione Bush facesse altrettanto.
In materia sanitaria, la Maloney si è battuta affinché nei programmi Medicare fossero incluse delle mammografie annuali. Inoltre ha difeso il diritto delle donne di allattare al seno nelle pause lavorative e i parametri di assistenza sanitaria previsti dal Fondo delle Nazioni Unite per la Popolazione.
In materia sociale è sempre stata molto attenta ai diritti di donne, bambini e famiglie. Ha proposto ripetuti disegni di legge contro la violenza sessuale e ha sostenuto i matrimoni gay.
Ricandidatasi per le elezioni del 2022, perse le primarie contro il compagno di partito e collega Jerry Nadler, dovendo abbandonare il congresso dopo 30 anni di servizio e avendo presieduto il comitato per la supervisione della camera.

## Vita privata
Carolyn Maloney è stata sposata con l'imprenditore Clifton Maloney dal 1976 fino alla morte dell'uomo in un incidente durante un'arrampicata nel 2009 dopo aver scalato la sesta cima più alta al mondo, il Cho Oyu nel Tibet.
La coppia ha avuto due figlie: Christina e Virginia.